# فرانکو بالدوچی
فرانکو بالدوچی (ایتالیایی: Franco Balducci؛ ‏ ۲۳ نوامبر ۱۹۲۲ – ۷ ژوئن ۲۰۰۱) بازیگر اهل ایتالیا بود.
از فیلم‌ها یا برنامه‌های تلویزیونی که وی در آن نقش داشته‌است، می‌توان به چشم طمع به همسایه طبقه پنجم نداشته باشید، آخرین روزهای موسولینی، مرتکب اعمال ناپاک نشو، هنگامه کرکس‌ها، روزنگار سیاه، مردی به نام اسلج، دو زن، جنگو، آماده مرگ باش، ۱۸۷۰، تاجر ونیزی، جوجه‌اردک را آزار نده، برده، مظنون، بینوایان، مارمولکی در پوست زن، جوردانو برونو، میلیدی و تفنگدارها، شب‌های کابیریا،لیبرا، عشق من و ساخت ایتالیا اشاره کرد.